# Offene internationale Universität für Humanentwicklung „Ukraine“
Die Offene internationale Universität für Humanentwicklung „Ukraine“ ist eine nichtstaatliche Hochschule in Kiew.

## Überblick
Die Universität geht auf das Jahr 1998 zurück, als der Kirovograd Regional Fund of Social Protection of People with Disabilities an den Petro Talantschuk, den ersten Bildungsminister der unabhängigen Ukraine, herantrat und die Gründung einer neuen Hochschule für Personen mit funktionellen Einschränkungen anzuregen. Aus dieser Initiative ging zunächst das Institute of Human Development und dann die 18. Februar 1999 gegründete Open University of Human Development “Ukraine” hervor deren Präsident Talantschuk seit der Gründung ist.

## Geschichte

### Gründung und Entwicklung
Die Entscheidung über die Gründung der Offenen internationalen Universität für Humanentwicklung „Ukraine“ wurde in der ersten Sitzung der Gründer (darunter Staatsverwaltung der Stadt Kiew, Ukrainischer Behindertenverband, Internationale caritative Stiftung für Humanentwicklung, Ukrainischer Gehörlosenverband, Internationale caritative Stiftung für Behinderte von Tschornobyl u. a.) am 30. Juni 1998 getroffen. Am 12. Juli 1999 nahm die Aufnahmekommission ihre Arbeit auf; für das erste Semester wurden 1616 Studenten immatrikuliert. Im selben Jahr folgte die Eröffnung  erster Filialen in 20 Städten der Ukraine.
Im Jahr 2000 wurden zwei weitere Filialen eröffnet und die Studierenden für 28 Fächer aufgenommen. Die Gesamtzahl der Studenten erreichte 6.000. Im Jahr 2001 befanden sich die Filialen der Universität in 24 Städten des Landes in allen Regionen. Die Zahl der Studierenden erreichte 12.000. In der Stadt Luzk wurde auf der Basis der Filiale der Universität das Luzker Institut für Humanentwicklung geschaffen und in Kiew auf der Basis der Universität das Institut für Harmonie der Generationen für die Adaptation der älteren Menschen zu den Realitäten der Gegenwart gebildet. Das Studium an der Universität erfolgt in 30 lizenzierten Fächern in 22 Filialen und zwei Studium- und Konsultationszentren. Die Zahl der Studierenden beläuft sich auf 17.000 darunter 1500 Behinderte. 2003–2004 kamen neue Filialen und Studium- und Konsultationszentren hinzu. Die erfolgreichsten Filialen wurden zu Instituten. Die Aufnahme der Studierenden erfolgte in 47 Fächern, die Gesamtzahl der Studenten erreichte 25.000.
Zu einer wichtigen Etappe der Entwicklung der Universität wurde die Durchführung des pädagogischen Experiments – der Einleitung des F-Studiums. Diese Innovation wurde gemeinsam sowohl vom Bildungsministerium als auch von der Akademie der Wissenschaften der Ukraine gebilligt. Hiermit wurde die Universität „Ukraine“ zur ersten Hochschule, welche in Bezug auf die Technologie des Studiums der Behinderten die europäischen Bildungsstandards einleitete.
Am 24. Februar 2004 wurde das erste Lokalzentrum für F-Studium in der Stadt Polonnje (Gebiet Chmelnyzkyj) geschaffen. Später kamen weitere 16 Regionalzentren des ferngesteuerten Unterrichts sowie über 300 Lokalzentren hinzu. Im Juli 2004 zählte die Universität „Ukraine“ fast 33.000 Studenten, darunter über 15.000 im F-Studium.
Am 19. April 2005 erhielt die Universität die 3–4 Akkreditierungsstufe. 2006 wurde das neue Gebäude der Universität „Ukraine“ (N 1) in der Straße Lwiwska, 23 in Betrieb genommen. Dort sind drei Fakultäten untergebracht: für Wirtschaftswissenschaft, für Management und für biomedizinische und Computertechnologien. Im Jahr 2007 erhielt die Universität die allgemeine IV. Akkreditierungsstufe. 2008 wurde das Gebäude 2 fertiggestellt, in dem die Fakultät für Ingenieurtechnologien und das Institut für Autoservice untergebracht sind.
2009–2010 wurden 5 Fakultäten in der Basisstruktur der Universität in Kiew zu den Instituten reorganisiert. Momentan wirken hier 6 Institute und eine Fakultät, darunter 38 Lehrstühle und 28 Abgangslehrstühle. An der Universität werden Bachelor-, Spezialisten- und Masterstudiengänge angeboten. Der College „Bildung“ mit vielen Fachrichtungen bildet untergeordnete Spezialisten aus. Eine Erholungsstätte „Petrivska Sloboda“ für Studenten und Mitarbeiter der Universität wurde in Mishhirija (Karpaten) eröffnet. Im Gebäude 1 nahm eine neue moderne Speisehalle den Betrieb auf.

### Errungenschaften und Reputation
Für ihre kurze Geschichte gelangte die Universität Ukraine zur nationalen und internationalen Anerkennung. Im nationalen Rating der privaten Hochschulen 2005 lag die Universität Ukraine auf dem Platz 3 unter 110 privaten Hochschulen. 2006 nach der Unterzeichnung des Abkommens mit der japanischen NGO „Sterne des Friedens“ wurde die Universität zur „Universität des Friedens“.
Die Universität setzt sich für die Unterstützung des Sports und der Jugendbewegung ein und ist mehrmals für ihr Engagement bei der Bekämpfung von HIV/AIDS in der Ukraine ausgezeichnet worden. Die Universität erhielt Anerkennung vom Kiewer Stadtzentrum der sozialen Dienste für Familie, Kinder und Jugend, vom Kinderfonds der UNO, der Nationalen Organisation für systematische Maßnahmen zur Stärkung der Gesundheit der Jugend. Die Hochschule entwickelte eine neue Richtung in der Sportbewegung unter den Studenten-Invaliden.
Der Universitätspräsident Petro Talantschuk ist international anerkannter Wissenschaftler. Am 6. Januar 2003 wurde er zum Ehrenmitglied der Weltstiftung für Innovationen (USA), 2004 wurde er mit dem internationalen Sokrates-Preis der Internationalen Korporation für soziale Partnerschaft „Europäische Versammlung der Geschäftskreise“ ausgezeichnet. Talantschuk ist auch Ehrenmitglied des Verbandes der ukrainischen Ingenieure Amerikas.

## UniversitätUkraineheute

### Die Struktur der Universität

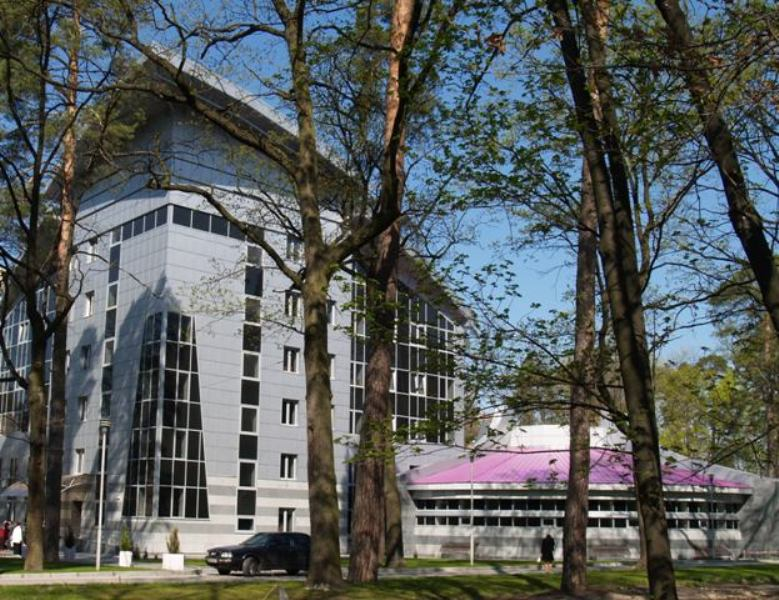
Gebäude

In der Lwiwska-Straße (вул. Львівська) 23 in 3115 Kiew befinden sich folgende Bestandteile der Universität:
- Institut für Recht und gesellschaftliche Beziehungen
- Institut für Wirtschaft und Management
- Institut für Philologie und Massenkommunikation
- Institut für soziale Technologien
- Institut für Computertechnologien
- Institut für biomedizinische Technologien

An der Universität wirken 20 Außenstellen darunter 13 Institute, 3 Filialen und 4 Kollegen:
1. Institut für Wirtschaft und Management Bila Zerkwa,
2. Sozial-ökonomisches Institut Winnyzia,
3. Regionalinstitut Horliwka,
4. Filiale Dnipro,
5. Filiale Dubno,
6. Wirtschafts- und Humanitarinstitut Schytomyr,
7. Filiale Iwano-Frankiwsk,
8. Karpateninstitut für Unternehmentum (Chust),
9. Institut für Humanentwicklung Kropywnyzkyj,
10. Institut für Humanentwicklung Luzk,
11. Institut für Ökologie und Sozialtechnologien Melitopol,
12. Interregionales Institut für Humanentwicklung Mykolajiw,
13. Humanitäres Institut Nowa Kachowka,
14. Institut für Wirtschaft und Recht Poltawa, Institut Riwne,
15. Institut für Sozialtechnologien Chmelnyzkyj,
16. Prydniprowskyj humanitär-wirtschaftliches Kolleg Nikopol,
17. Kolleg Storoschynez,
18. Kolleg Ternopil,
19. Kolleg „Oswita“ Kiuew.

Die Universität „Ukraine“ hat heute komfortable Studiengebäude, Bibliotheken, Computerräume, Sprachlabors, Sportplätze, Rehabilitierungszentren in 20 Städten der Ukraine. In Kiew verfügt die Universität über eigenes Audio-Videostudio „Talan-Studio“, Verlag „Universität Ukraine“, moderne Kantinen und Studentenwohnheime. Die Studenten haben die Möglichkeit, sich sowohl in der Erholungsstätte „Petriwska Sloboda“ (Karpaten) als auch auf der Krim und in Wolyn zu erholen.

### Wissenschaftliche Tätigkeit und internationale Beziehungen
Die internationalen Kontakte der Universität „Ukraine“ zielen auf die Integration in den europäischen Forschungs- und Bildungsprozess ab. Die Prioritäten sind dabei die Erarbeitung der Bildungstechnologien mit der gleichzeitigen sozialen, pädagogischen, psychologischen und physischen Rehabilitierung der Studierenden mit besonderen Bedürfnissen. Auf diesem Gebiet tauscht die Universität „Ukraine“ Erfahrungen auch mit Kollegen aus den Vereinigten Staaten von Amerika, da in Amerika und anderen entwickelten europäischen Ländern, den Problemen der Menschen mit begrenzten Möglichkeiten immer größere Aufmerksamkeit gewidmet wird. Dieses Problem wurde zum Hauptziel der Zusammenarbeit der Universität „Ukraine“ mit ausländischen Kollegen. Sehr erfolgreich war in dieser Richtung die Zusammenarbeit der Lehrkräfte der Universität mit Prof. Rawer-Lampman (Fulbright-Programm, USA) über die Vervollkommnung der pädagogischen Begleitung der Invalidenstudenten. Im Rahmen dieses Programms waren viele Treffen mit Vertretern der Botschaft der USA in der Ukraine organisiert, was dazu beitrug, dass die Arbeitsmöglichkeiten der Invalidenstudenten verbessert wurden. Das betrifft vor allem die Studenten, die vom Fonds für Entwicklung der Demokratie der Botschaft der USA in der Ukraine studieren. Während dieses Projekt realisiert wurde, führte man Trainings für Studenten mit Invalidität durch, um ihnen zu helfen, eine Arbeit zu finden und sich weiter zu vervollkommnen. Die Universität „Ukraine“ arbeitet aktiv mit Professor K. Zaininger (USA) zusammen, er tritt oft mit Vorlesungen für Mitarbeiter und Studenten der Universität auf. Systematisch führt man den Austausch der wissenschaftlich-methodischen Materialien mit ausländischen Kollegen durch. Das sind Professor P.Mittler (Großbritannien), Dozent M.Koni Weischaap(USA), Doktor J.Klaus (Deutschland), E.Lindberg, B.Lenton (Schweden) und andere bekannte Lehrer aus Europa und Amerika.
Aber nicht nur die Universität, sondern auch die Fakultäten und Lehrstühle erweitern ihre internationalen Beziehungen. So arbeitet der Lehrstuhl für Management aktiv mit dem Informationanalystischen Zentrum der Botschaft der USA in der Ukraine zusammen. In den letzten Jahren wurden internationale Konferenzen „Internet für Lehrer“, „Marketing in USA“, „Ethik des Bibliothekars“ durchgeführt. Man arbeitet auch mit dem Programm der UNO (UNO-Ukraine) zusammen.

## Studentenleben
Die Studenten haben die Möglichkeit, sich sowohl im Studium als auch in der Freizeit zu entwickeln. Dazu tragen die Selbstverwaltung, Sportkultur und die Lehrer der Universität bei.
An der Universität wirkt das Kulturzentrum mit einem Theaterstudio sowie den Tanz- bzw. Gesangensembles. Man feiert an der Universität verschiedene traditionelle und religiöse Feste. Hier finden auch Schönheitswettbewerbe und Diskothekenbesuche statt. Am Tag des heiligen Walentin feiert man gewöhnlich eine Studentenhochzeit. Am Internationalen Tag der Behinderten werden an der Universität die Festspiele „Hoffnungsträger“ durchgeführt. Diese Festspiele geben den Studenten mit besonderen Bedürfnissen die Möglichkeiten sich schöpferisch zu entwickeln. Die Festspiele vereinigen Studenten viele Universitäten. Außerdem werden solche Festtage wie Tag des Studenten, Tag des Lehrers, Tag der Verteidiger der Heimat sowie traditionelle Feste wie Nikolaustag und Kosakenfest gefeiert. Der Höhepunkt des künstlerischen Lebens der Universität sind die Festspiele „Studentensommer“, an dem auch die Studenten aus anderen Hochschulen des Landes teilnehmen. Die Studenten nehmen an Spartakiaden, die Tage der Gesundheit, Spiele und Wettbewerbe für die Jugend teil. Die Studenten der Universität haben auch die Sportfestspiele für die Behinderten ins Leben gerufen, welche sich inzwischen auch der internationalen Anerkennung erfreuen. Die Universität „Ukraine“ fördert auch ihre studentischen Sportler mit körperlicher Behinderung: unter den Studenten der Universität sind viele Sieger der ukrainischen und internationalen sportlichen Wettbewerbe, darunter 15 Sieger der Paralympischen Spiele.

## Studenten und Hochschullehrer
Seit ihrer Gründung versammelte die Universität „Ukraine“ in ihren Wänden bedeutende Wissenschaftler, Sportler, Mäzene und Künstler von Weltrang. An der Universität unterrichten Wissenschaftler und Forscher, welche einen großen Beitrag zur Entwicklung der nationalen Wissenschaft geleistet haben wie Valery Bebyk, Vasyl Hubarez, Stanislav Sabara, Vitaly Karpenko und Liudmyla Matwijenko.
Studenten der Universität erzielten Platzierungen bei sportlichen Wettkämpfen. Darunter sind der Karateka Juri Huzaliuk (Europameister 2006), Julia Batenkowa (2 Silber- und 3 Bronzemedaillen im Biathlon auf den IX. Paralympischen Spielen in Turin), Juri Kostiuk (Gold, Silber und Bronze im Biathlon auf den IX. Paralympischen Spielen in Turin), Ihor Lytvynenko (Silber im Fußball auf II. Paralympischen Sommerspielen in Österreich), Dmytro Vynohradez (Gold beim Schwimmen auf XIII. Paralympischen Spielen), Anatolii Schevtschyk (Gold in Fußball auf den XII. und XIII. Paralympischen Spielen), Serhii Malyschevskyi (Silber auf XX. Deaflympics in Australien, Bronze auf XXI. Deaflympics auf Taiwan, Weltmeister im römisch-griechischen Kampf), Olexandr Kolodii (Gold auf XXI. Deaflympics im Schießen), Julia Soliaruk (Gold auf XX. Deaflympics im Volleyball). Außerdem sind unter den Studenten und Lehrern der Universität Künstler wie Maler A.Lomowskij, Sängerin S.Mirvoda, Schriftsteller W.Gubaretz, Publizist W.Karpenko und die Dichter J. Titov, G.Gorovoj, O.Raduschinska, O.Tschinka.